# Le Songe de Gérontius
Le Songe de Gérontius (en anglais The Dream of Gerontius), sous-titré Itinéraire d'une âme vers Dieu, est un poème de John Henry Newman publié en 1865. Long d'environ 70 pages, ce texte relate l'itinéraire spirituel d'un vieil homme après sa mort. Gerontius signifie « vieillard », d'après une forme latinisée du mot grec γέρων, gérôn.
Le compositeur Edward Elgar a adapté ce poème sous la forme d'un oratorio en deux parties pour mezzo-soprano, ténor, chœur et orchestre. Cette œuvre, intitulée The Dream of Gerontius, fut créée en 1900.

## Première en France
Le Songe de Gérontius, oratorio de Newman et Elgar, a été exécuté pour la première fois en France le 25 mai 1906 au palais du Trocadéro, à Paris.
- Traduction française : Jacques d’Offoël.
- Interprètes : Camille Chevillard (direction d’orchestre), César Galeotti (orgue), Plamondon (Gérontius), Frohlich (l’Ange de l’agonie), Claire Croiza, débutante (l’Ange).
- Organisation : Société des grandes auditions musicales de France, présidée par la comtesse Greffulhe.